# Themus nepalensis
Themus (Telephorus) nepalensis – gatunek chrząszcza wielożernego z rodziny omomiłkowatych.
Gatunek ten został opisany w 1831 roku przez Fredericka Williama Hope'a jako Telephorus nepalensis.
Chrząszcz o zmiennej barwie pokryw: ciemnozielonej lub ciemnoniebieskiej. Narządy rozrodcze samca odznaczają się cienkim i długim wyrostkiem brzusznym o grzbietowo haczykowatym wierzchołku oraz szerokimi, krótkimi i przysadzistymi laterophysis o dwukątnie ściętym wierzchołku oraz V-kształtnym wycięciem w płytce grzbietowej. Samica ma ósmy sternit odwłoka pośrodku krawędzi tylnej wcięty, a po bokach falisty.
Owad znany z Nepalu, Bhutanu oraz północnoindyjskiego Asamu.